# القرى (بلنسية)
بلدية القُرى أو (نقحرة: لا ألكورا) (بالإسبانية: Alcora)‏ (بالفالنسية:L'Alcora)، هي إحدى بلديات مقاطعة قسطلونة التي تقع في منطقة بلنسية، في شرق إسبانيا.
يبلغ عدد سكانها 10.535 نسمة وفقاً لإحصائية سنة (2006).